# Tecnologia de alimentos

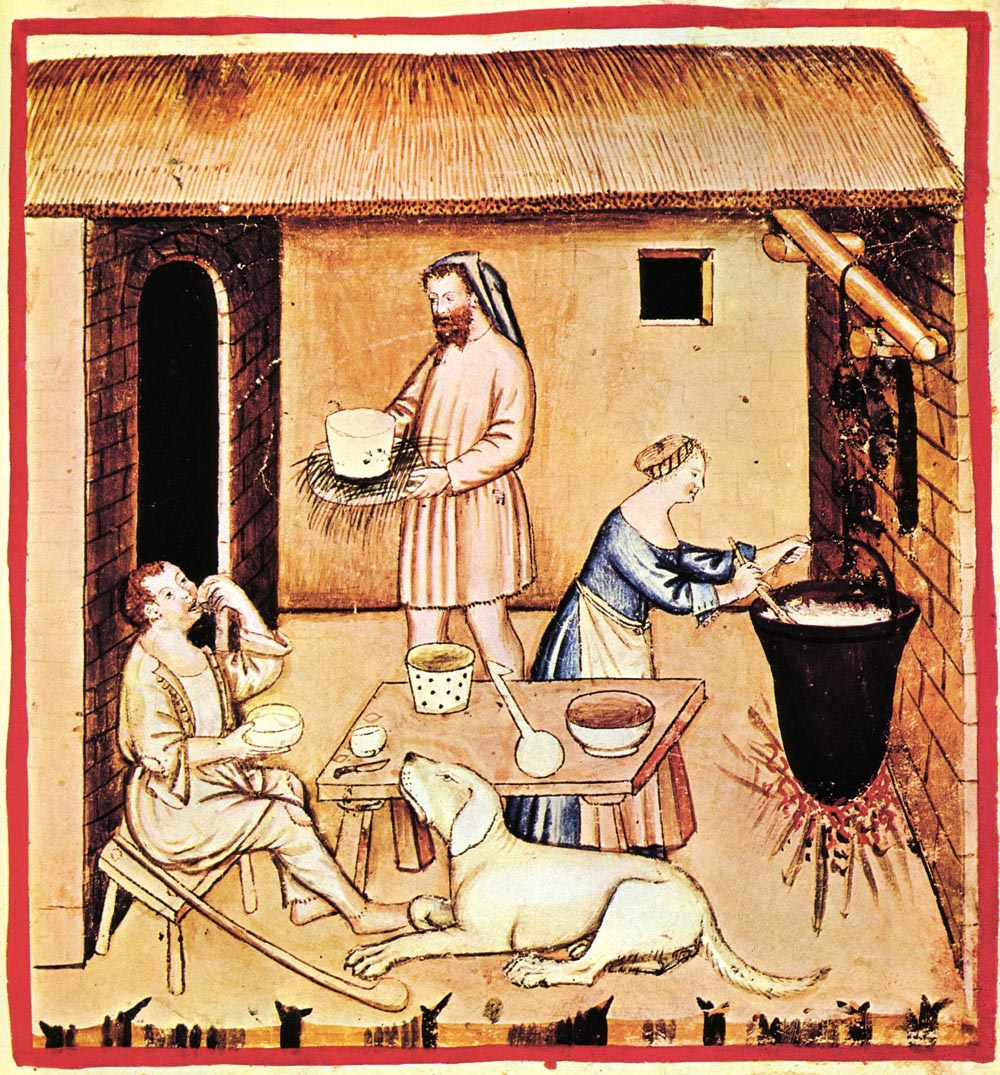
Produção de queijo descrita no Tacuinum Sanitatis Casanatensis (século XIV).

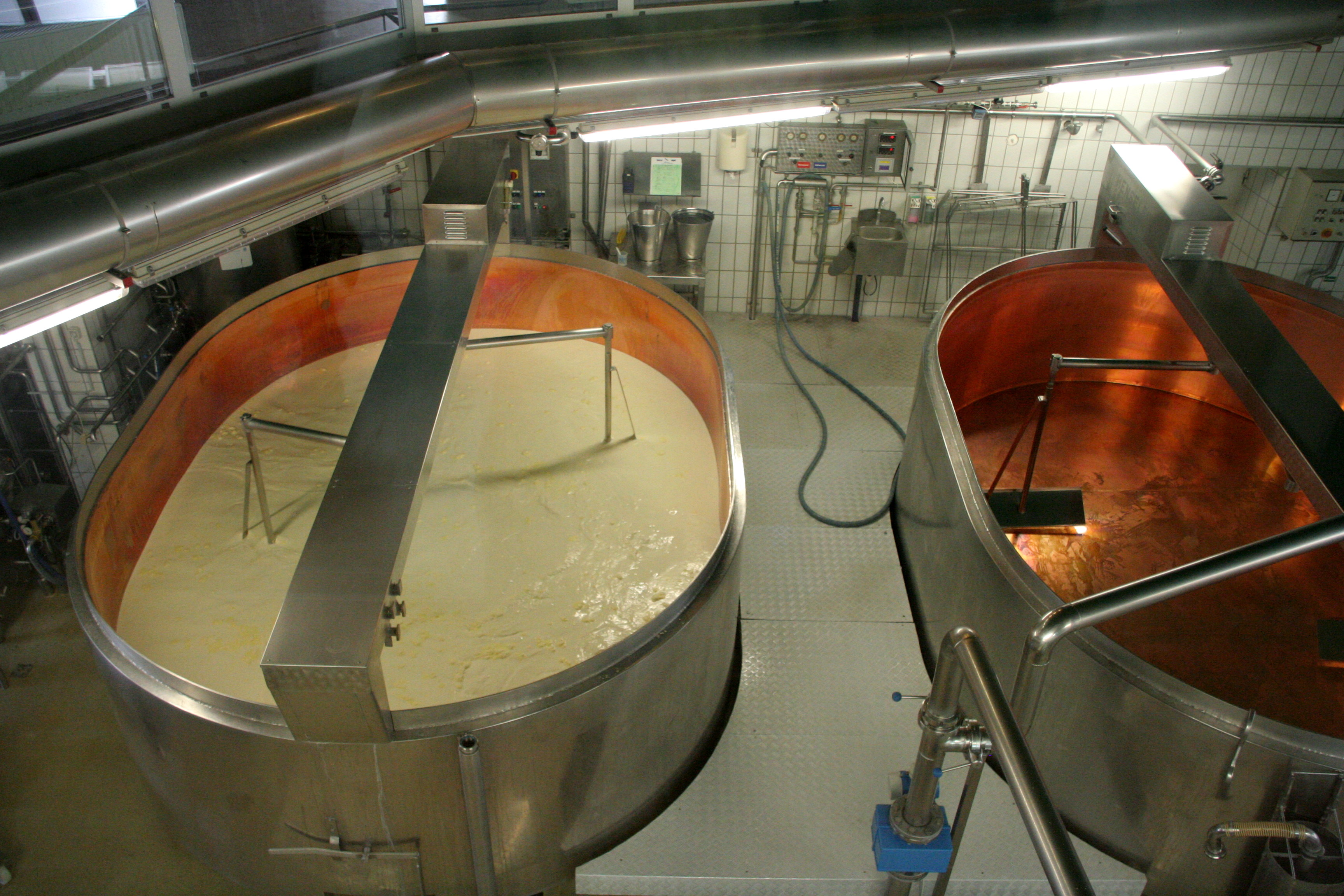
Produção industrial moderna do queijo Emmental.

A tecnologia de alimentos é um campo multidisciplinar que envolve conhecimentos das áreas de química, bioquímica, nutrição, farmácia e que refere-se a um conjunto de técnicas relativas aos processos de industrialização dos produtos de origem vegetal e animal. Além disso abrange técnicas gerenciais relacionada a este processos. Os profissionais da área devem ser aptos a gerenciar e planejar processos de transformação de alimentos e bebidas, implementar atividades, administrar, gerenciar recursos, promover mudanças tecnológicas e aprimorar condições de segurança, qualidade, saúde e meio ambiente.
Esse caráter multidisciplinar é conseqüência do tipo de informações necessárias para o processamento dos alimentos. É preciso conhecer com profundidade os alimentos no que se refere a:
- Os diferentes tipos e fontes (carnes, frutas, hortaliças, laticínios, grãos etc.),
- Sua composição (proteínas, açúcares, vitaminas, lipídios, etc.)
- Sua bioquímica (reações enzimáticas, respiração, maturação, envelhecimento, etc.)
- Sua microbiologia (microorganismos, deterioração, infecções e intoxicações de origem alimentar etc.)
- Características sensoriais (sabor, textura, aroma, cor, etc.)

E as diversas técnicas e processos:
- Beneficiamentos (moagem, secagem, concentração, extração de polpas, sucos, de óleos vegetais, etc.)
- Tratamentos térmicos (pasteurização, esterilização, congelamento, liofilização, etc.)
- Biotecnologia (fermentação, tratamentos enzimáticos, etc.)
- Emprego de ingredientes e matérias-primas
- Embalagens para alimentos

O conhecimento das interações entre processo e alimento visam o controle das condições que proporcionam os padrões de qualidade alimentar desejados, a evolução de técnicas tradicionais e a viabilização de produtos inéditos no mercado.